# جيلي (أغنية)
جيلي هي أغنية لفرقة موسيقى الروك الإنجليزية ذا هو، والتي أصبحت وواحدة من أكثر أغاني الفرقة نجاحا وتميزًا. صنفت الأغنية في المرتبة الحادية عشر من أصل 500 أفضل أغنية لكل الأزمان من قبل مجلة رولينغ ستون والمرتبة الثالثة عشر على قائمة في إتش 1 لأعظم 100 أغنية روك أند رول.